# Katolikus Népszövetség
A Katolikus Népszövetség 1908 és 1946 között működött magyarországi vallási-társadalmi mozgalmi szervezet volt, amelynek kihirdetett céljai közé tartozott a római katolikus értékrend és eszmeiség társadalmi és közéleti érvényesítése, a katolikus közösség hitbuzgalmi és erkölcsi, társadalmi és gazdasági szervezése és támogatása.

## Előzményei
A magyar katolikus egyházi vezetés és a katolikus értelmiség a 19. század végétől kereste a formáját és módját annak, hogyan nyerhetnék vissza korábbi pozícióikat a társadalomszervezés és a tömegmozgósítás területén. A döntően liberális kormányzatok szekularizációs törekvései (állam és egyház szétválasztása, polgári házasságkötés, izraelita felekezetűek emancipációja stb.), az állami gondoskodás nyomán az egyháznak a társadalmi alrendszerekből való kiszorulása (iskola, szociális szolgálat stb.) és a vallási közömbösség előretörése eddigre erősen megrendítették a katolikus kurzus presztízsét. Az egyház társadalompolitikai elgondolásai rendre megkövetelték a haladás és alkalmazkodás képességét, de az ellenállás radikalizmusát is egyházi vezetőiktől és világi pártolóiktól egyaránt, hogy így kerekedhessenek felül a meglátásuk szerint a keresztény értékeket veszélyeztető társadalmi és világnézeti folyamatok, például a szociáldemokrácia és a vallási közönyösség térhódításán. A korabeli szóhasználatban „keresztény restauráció” vagy „katolikus akció” egyik fontos eleme volt a mozgósítás, a katolikus értelmiségi réteg öntudatra ébresztése és olyan egységfronttá kovácsolása, amely társadalmi kérdésekben hallatja hangját. A szerveződés legfőbb fórumai a katolikus nagygyűlések és demonstrációk voltak. 1893-tól rendszeresek lettek az egyházpolitikai döntések elleni tiltakozások, az első országos katolikus nagygyűlésre 1894. január 16-án került sor Budapesten, amelyen 12 ezer résztvevő jelent meg. Egyúttal megalakult a további nagygyűléseket szervező országos bizottság, nem sokkal később pedig a Katolikus Néppárt is kibontotta a zászlaját, és vidéken megindult a katolikus népkörök szervezése. 1896-ban már 400 katolikus egyesület képviseltette magát a Katolikus Egyesületek Országos Szövetsége (KEOSZ) által egybehívott országos nagygyűlésen.

## Megalakulása és működése

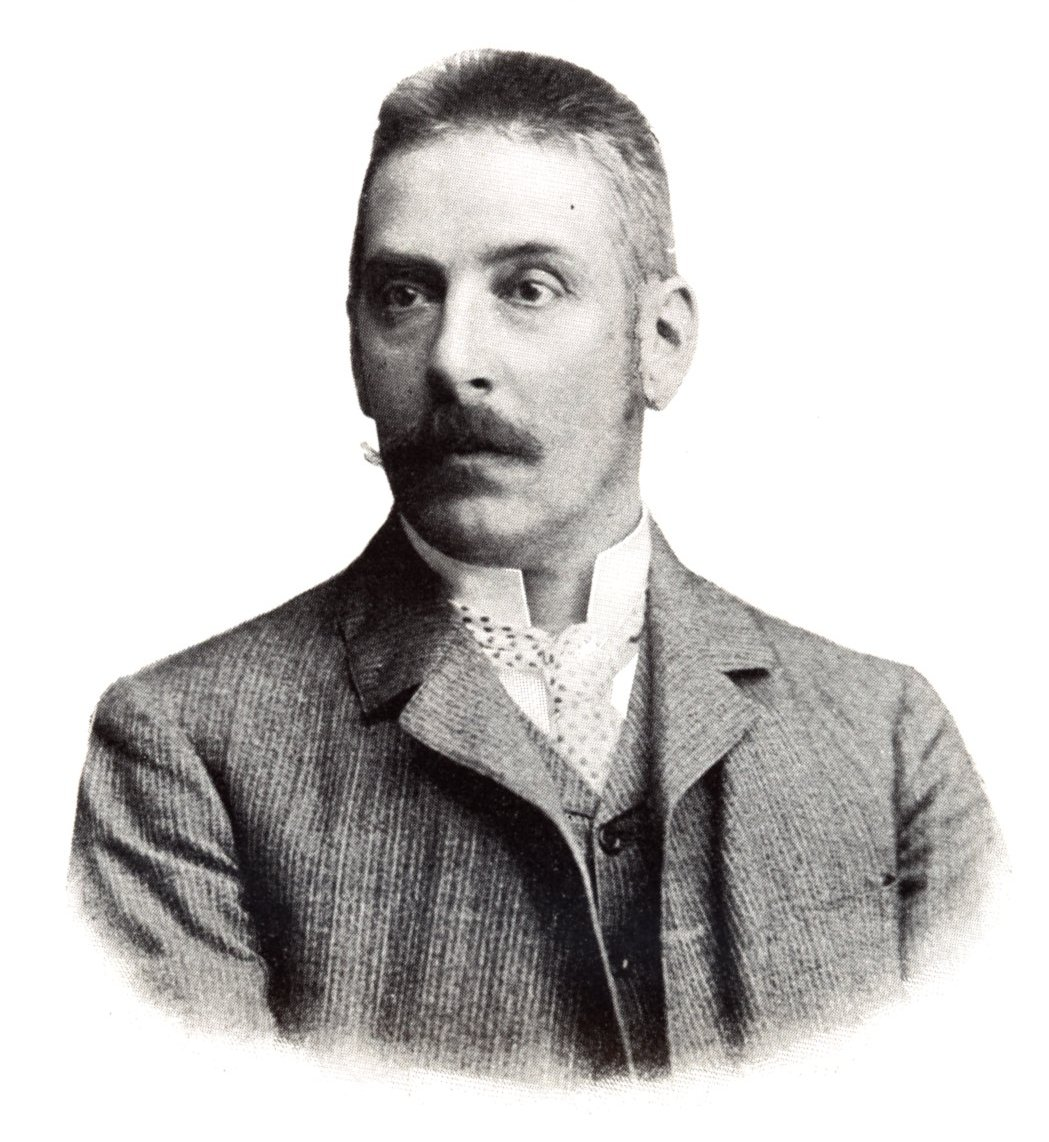
Rakovszky István, a Katolikus Népszövetség első elnöke

A soron következő nagygyűlések vezérszónokai azonban elégedetlenségüket fejezték ki a katolikus akció eredményességét illetően, társadalmi-politikai téren sem egyes kérdéseket, sem kezdeményezéseket nem voltak képesek monopolizálni. 1906-ban Haller István állt elő az ötlettel, hogy a KEOSZ kebelén belül létrehozzanak egy katolikus egységfrontot, amely egységes fellépéssel társadalmi és politikai fronton is képes a katolikus érdekek és értékek érvényesítésére. A következő évi pécsi nagygyűlésen, 1907. december 7-én letették a német Volksverein für das Katholische Deutschland mintájára felülről szervezett Katolikus Népszövetség alapjait, amely 1908. január 26-án Budapesten hivatalosan is megalakult. Első elnöke Rakovszky István katolikus néppárti politikus, alelnökei egyházi oldalról Prohászka Ottokár székesfehérvári püspök, illetve világi oldalról Zboray Miklós jogász, politikus, főtitkára pedig Haller István politikai újságíró lett.
A szervezet első gyűlésén felszólaló vezérszónokok a szervezettségen, a fegyelmezettségen és a keresztény szellemen alapuló erkölcsi erő képviseletében, a hitélet megújításában, a nép józan tudásra és tiszta hiterkölcsökre való nevelésében határozták meg a Katolikus Népszövetség alapvető feladatait. Hasonlóan fontos működési cél volt a katolikusok társadalmi-politikai önszerveződése. Ennek érdekében megindult a katolikus értékrendre veszélyesnek tartott politikai-világnézeti környezet, a fenyegetettségérzet tudatosítása, amellyel szemben a katolikusoknak meg kell fogalmazniuk identitásukat, különállásukat és küzdelmük módozatait. Ennek érdekében gyűléseket, szabad szemináriumokat, előadásokat tartottak, agitációs nyomtatványokat és füzeteket, kalendáriumokat terjesztettek. A szövetség vezetői azonban felismerték, hogy a hitbuzgalmi és felvilágosító tevékenység felkarolása önmagában nem vezet sikerre, ezért céljaik elérése érdekében országszerte ún. népirodákat hoztak létre, amelyekben a tagok számára jogi védelmet, biztosítási ügyintézést, pénzügyi szolgáltatást ajánlottak fel, valamint tanácsadással és munkaeszközökkel segítették gazdasági erőfeszítéseiket. A szervezet hivatalos havi közlönye a már 1907 júniusában megindult és 1944 októberéig kiadott Katholikus Népszövetség, napilapja a milliós példányszámban megjelent Népújság volt. Az első nyolc hónapban mintegy 120 ezren léptek be a Népszövetségbe, 1914-ben pedig a tagság már 300 ezer főt számlált.

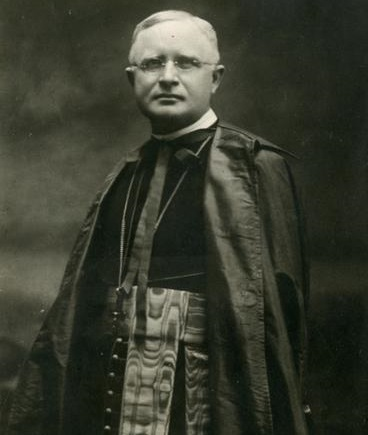
Ernszt Sándor, a mozgalom vezetője és meghatározó alakja az 1910-es–1920-as években

1913-tól a szervezet egyre közelebb került a politikai szférához, a Katolikus Néppárt mellett megkezdték az együttműködést az Országos Keresztényszocialista Párttal, és nyitottak a keresztény munkásegyletek felé is. A mozgalom átpolitizálódása elsősorban Csernoch János hercegprímás befolyására indult meg, de a szálak elsősorban a Katolikus Népszövetség 1909 utáni elnöke, Ernszt Sándor kezében futottak össze, aki a püspöki karral, a politikai elittel és más katolikus egyesületekkel egyaránt jó kapcsolatokat ápolt. A Katolikus Népszövetség soraiban az említett Ernszten kívül olyan keresztényszocialista politikusok nevelődtek ki a századelőn, mint Wolff Károly, Vass József, Haller István, Griger Miklós vagy a miniszterelnökségig jutó Huszár Károly.
Az első világháború utáni politikai események, mint az őszirózsás forradalom, a tanácsköztársaság, majd a trianoni békediktátum azonban kudarcként érték a politikai katolicizmust, emellett a katolikus szervezetnek a társadalmi gondokra adott válaszai sem voltak hatékonyak. 1920 májusában a Katolikus Népszövetség, a megerősödésben bízva, újra megszervezte tevékenységét, a világháború előtti jogi és gazdasági szolgáltatásait, a felnőttszakképzést. A mozgalmi élet érdemi javulását azonban nem hozták el ezek az esztendők, bár az 1920-as 60 ezres létszámról 1924-ben már ismét 118 ezer tagja volt a Katolikus Népszövetségnek, de ez sem érte el a megalakulás évének sikerét. A már korábban is megindult, az egyházat a tömegektől elidegenítő társadalmi-világnézeti folyamatok mellett, amelyekkel a Katolikus Népszövetség – és más hasonló ernyőszervezetek, mint például a Katolikus Legényegyletek Szövetsége – megalapításától felvette a küzdelmet, az 1920-as évek elejétől új problémákkal is szembe kellett nézniük. Megjelentek az egyéb felekezetek társadalmi szervezetei vagy az ökumenikus alapon álló, a katolikus érdekeket ily módon „elmosó” kezdeményezések. Ez utóbbiakat, „a keresztény magyarság egységét”, a „felekezeti békét” a legfelsőbb államvezetés is támogatta és sürgette (Horthy és Bethlen egyaránt reformátusok voltak), a katolikusok azonban újabb presztízsveszteségként élték meg, és válaszlépéseikben megjelent a radikalizálódás: ellenezték a felekezetek közös fellépését, a vegyes házasságokat, a neoprotestáns kisegyházak tevékenységét. A mozgalom radikális keresztényszocialista átpolitizálódását jelzik Ernszt Sándor 1926-os szavai: „a Katolikus Népszövetség szemmel tartja azokat az ellenfeleket, akik ártani akarnak a katolicizmusnak. Küzdünk a szociáldemokrácia, a legfőbb újkori eretnekség ellen, tesszük pedig azért, mert világossá akarjuk tenni mindenki előtt, hogy a szociáldemokráciának nincs igaza, és mert hisszük, hogy a katolicizmus túl fog élni minden tévtant.” A küzdelem kétoldalú volt, néhány évvel később a szociáldemokrácia holdudvarában szerkesztett Társadalmi lexikon így fogalmazott a Katolikus Népszövetségről: „a szociáldemokrácia, a protestantizmus, a zsidóság, a szabadkőművesség és a liberalizmus ellen való küzdelemre” alakult, „vezetői egyúttal a harcos klerikalizmus vezetői” is.
Egy magasabb szintű párhuzamos egyházi kezdeményezés szintén a társadalmi szerveződésű Katolikus Népszövetség hatékonysága ellen munkált: XI. Piusz pápa 1922-es, Ubi arcano Dei enciklikája nyomán 1932-ben Magyarországon is megkezdődött az Actio Catholica szervezése. Az új mozgalom szintén célul tűzte ki a katolikus hívek összefogását, de a korábbi társadalmi szervezetek kudarcát látva eleinte elsősorban az egyházi munka, a pasztoráció szervezésén munkálkodott. Ezt követően az Actio Catholica fokozatosan egyre több fronton vette át a Népszövetség társadalmi kezdeményezéseit és tevékenységét is. A Katolikus Népszövetség a püspöki kar kezdeményezésére, Apor Vilmos püspök irányításával 1945-ben újjászervezte magát, új feladata a vidéki katolikus lakosság hitéleti gondozása és összefogása volt. Az új politikai környezetben jelentőségét, szerepét és befolyását vesztett szervezetet azonban 1946-ban más vallásos egyesületekkel együtt feloszlatták. Később többször megkísérelték újjászervezni a mozgalmat, 1947 és 1949 között például Papp Kálmán győri püspök vezetésével rövid ideig ismét működhetett, majd az 1956-os forradalom napjaiban ismét felállt a szövetség vezetősége, de érdemi munkát már nem tudott kifejteni. 1994. február 5-én a Katolikus Népszövetség újra megalakult.